# 플로라 코크렐
플로라 코크렐(Flora Coquerel, 1994년 4월 14일 ~ )은 프랑스의 미인 대회 우승자, 모델이다. 베냉인 어머니와 프랑스인 아버지 사이에서 태어났다. 2014 미스 프랑스 우승자이며 2014 미스 월드, 2015 미스 유니버스에서 프랑스 대표로 참가했다.